# 무풍고등학교
무풍고등학교(茂豊高等學校)는 대한민국 전북특별자치도 무주군 무풍면 현내리에 있는 공립 고등학교이다.

## 학교 연혁
- 1952년 1월 18일 : 무풍 중학교 3학급 설립 인가
- 1985년 5월 6일 : 무풍 고등학교 3학급 인가
- 1985년 12월 12일 : 86학년도 신입생 선발(1학급)
- 1985년 12월 28일 : 무풍고등학교 설립 승인(3학급)
- 1986년 3월 5일 : 무풍고등학교 개교
- 1999년 3월 1일 : 중·고 통합(개교기념일 05.02.로 정함)
- 2023년 9월 1일 : 제18대 이경규 교장 부임
- 2024년 2월 8일 : 제36회 졸업(총 706명)
- 2024년 3월 4일 : 1학급 1명 입학(총 3학급)

## 참고 자료
- 무풍고등학교 - 한국교육학술정보원 학교알리미